# Lśniak

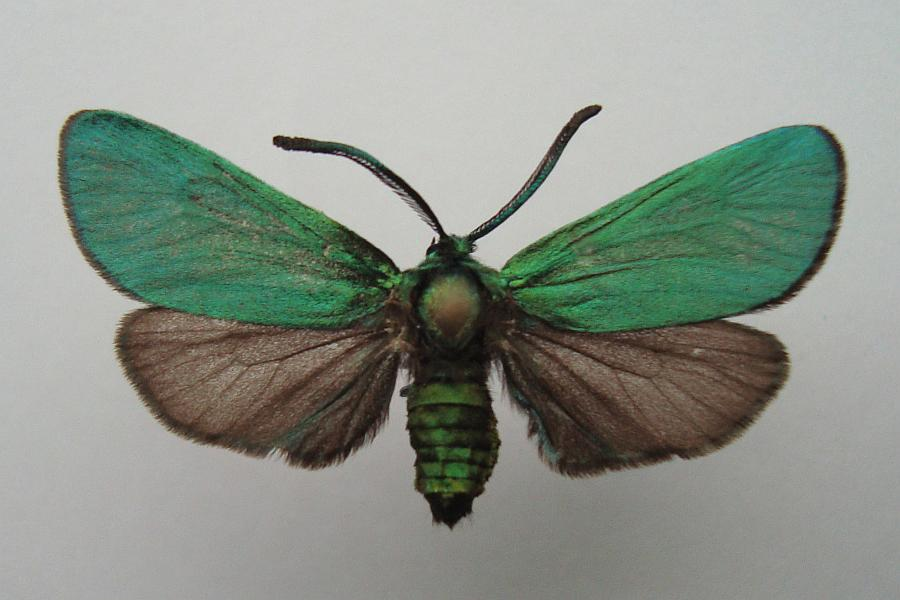
Samiec Adscita alpina

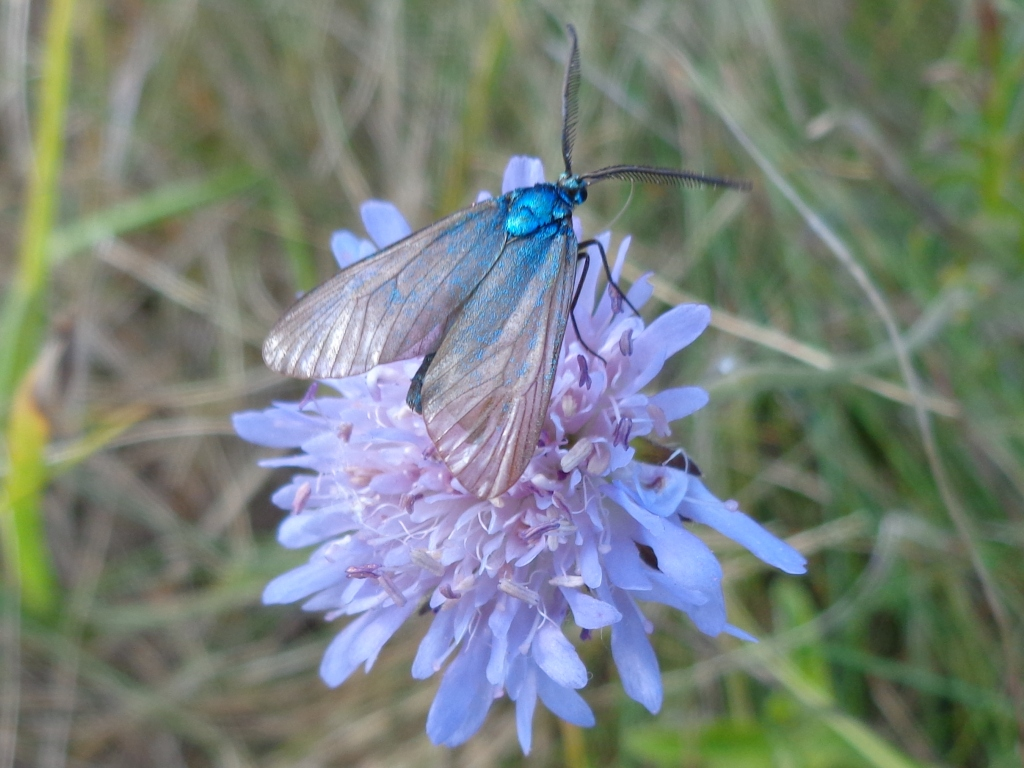
Adscita dujardini

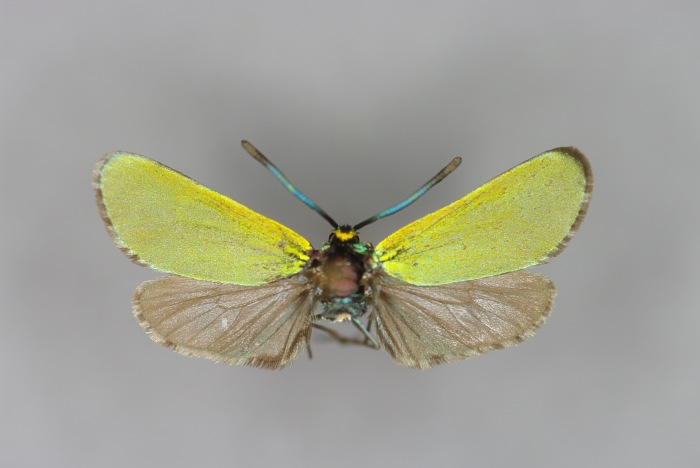
Adscita manni

Lśniak (Adscita) – rodzaj motyli z rodziny kraśnikowatych. Obejmuje 17 opisanych gatunków. Zamieszkują zachodnią i środkową część krainy palearktycznej.

## Morfologia
Motyle o ciele krępej budowy, w przypadku gatunków środkowoeuropejskich osiągające od 7 do 13 mm długości przedniego skrzydła. Głowę, tułów, a zwykle też wierzch skrzydła przedniego i odwłok ubarwione mają złotozielono, zielono, niebieskozielono lub niebiesko z silnym połyskiem metalicznym. Skrzydła tylne są barwy szarej lub brunatnoszarej. Obie pary skrzydeł są jednobarwne, pozbawione wzoru. Brak jest również barwnej obrączki na odwłoku. Czułki samców są podwójnie grzebieniaste, samic zaś piłkowane do niemal nitkowatych. Szczyt czułków jest zgrubiały lub buławkowaty. Kształt przedniego skrzydła jest wąsko-trójkątny do wąsko-jajowatego, tylnego zaś mniej lub bardziej prostokątny. Genitalia samca mają silnie zesklerotyzowany, wydatny unkus, trójkątną powierzchnię przezroczystą w odsiebnej części walwy i pozbawione są sakulusa. U samic niektórych gatunków przewód torebki kopulacyjnej rozszerzony jest w prebursę.

## Ekologia i występowanie
Przedstawiciele rodzaju zasiedlają zachodnią i środkową część krainy palearktycznej. W Polsce stwierdzono dwa gatunki, lśniaka szmaragdka i Adscita geryon.
U lśniaków na świat przychodzi jedno pokolenie w ciągu roku. Gąsienice są fitofagami, przynajmniej w początkowych stadiach minującymi liście (endofoliofagami). Wśród ich roślin żywicielskich wymienia się szczawie z rodziny rdestowatych, czystki i posłonki z rodziny czystkowatych, babki i kulniki z rodziny babkowatych oraz bodziszki z rodziny bodziszkowatych. 

## Taksonomia
Takson ten wprowadzony został w 1783 roku przez Andersa Jahana Retziusa. Gatunkiem typowym wyznaczono Adscita turcosa, który później zsynonimizowany został z opisanym przez Karola Linneusza w 1758 roku Sphinx statices.
Do rodzaju tego należy 17 opisanych gatunków zgrupowanych w trzech podrodzajach:
- podrodzaj: Adscita (Adscita) Retzius, 1783
  - grupa gatunków mauretanica
    - Adscita mauretanica (Naufock, 1932)

  - grupa gatunków jordani
    - Adscita jordani (Naufock, 1921)

  - grupa gatunków statices
    - Adscita alpina (Alberti, 1937)
    - Adscita italica (Alberti, 1937)
    - Adscita krymensis Efetov, 1994
    - Adscita schmidti (Naufock, 1933)
    - Adscita statices (Linnaeus, 1758) – lśniak szmaragdek

  - grupa gatunków obscura
    - Adscita obscura (Zeller, 1847)

  - grupa gatunków geryon
    - Adscita capitalis (Staudinger, 1879)
    - Adscita geryon (Hübner, 1813) – lśniak posłonkowiec

  - grupa gatunków albanica
    - Adscita albanica (Naufock, 1926)
    - Adscita dujardini Efetov et Tarmann, 2014
- podrodzaj: Adscita (Procriterna) Efetov et Tarmann, 2004
  - Adscita amaura (Staudinger, 1887)
  - Adscita pligori Efetov, 2012
  - Adscita subdolosa (Staudinger, 1887)
  - Adscita subtristis (Staudinger, 1887)
- podrodzaj: Adscita (Tarmannita) Efetov, 2000
  - Adscita bolivari (Agenjo, 1937)
  - Adscita mannii (Lederer, 1853)